# Are You Are Missing Winner
Are You Are Missing Winner è un album della band The Fall pubblicato nel novembre 2001 su CD e nel gennaio 2002 su vinile picture disc .

## Tracce
1. Jim's "The Fall" – 2:39 (Mark E. Smith, Jim Watts)
2. Bourgeois Town – 3:41 (Leadbelly, Smith) – credited incorrectly to Robert Johnson in album liner notes
3. Crop-Dust – 5:31 (Smith, Spencer Birtwhistle)
4. My Ex-Classmates' Kids – 4:51 (Smith, Ed Blaney)
5. Kick the Can – 5:13 (Smith, Ben Pritchard)
6. Gotta See Jane – 2:23 (R. Dean Taylor)
7. Ibis-Afro Man – 9:32 (Iggy Pop, Scott Thurston, Smith, Watts)
8. The Acute – 3:19 (Smith, Brian Fanning)
9. Hollow Mind – 3:32 (Smith, Blaney)
10. Reprise: Jane – Prof Mick – Ey Bastardo – 7:00 (Birtwhistle, Blaney)